# Басараба Роман Іванович
Басара́ба Роман Іванович (нар. 2 січня 1948, с. Худіївці Борщівського району Тернопільської області) — український лікар, громадський діяч. Депутат Тернопільської обласної ради 4-го скликання (від 2002).

## Життєпис
Закінчив Чернівецький медичний інститут (1975).
Від 1976 — викладач, заступник директора Чортківського медичного училища (розробив програму тестового навчання і контролю знань з курсу хірургії), ургентний хірург Чортківської центральної міської лікарні.
Як керівник групи чл. НРУ домігся визнання статусу Чорнобильської зони в Чортківському районі. Активіст громадського життя району й області.
Член Чортківської районної організації Конгресу українських націоналістів.
Указом Президента України № 336/2016 від 19 серпня 2016 року нагороджений ювілейною медаллю «25 років незалежності України».